# Iryna Melnykova
Iryna Melnykova (24 octobre 1918 - 3 novembre 2010) est une historienne et professeure ukrainienne spécialiste de la Tchécoslovaquie. Docteur en sciences historiques et membre correspondant de l'Académie nationale des sciences d'Ukraine, ses intérêts de recherche incluent également l'histoire politique et économique de l'Europe centrale et orientale, avec un accent particulier sur l'entre-deux-guerres.

## Biographie
Iryna Melnykova est née le 24 octobre 1918 à Mena, dans la région de Tchernihiv dans la famille d'un militaire. Melnykova est diplômée de la faculté d'histoire de l'université de Kiev en 1940. Avec le début du conflit militaire germano-soviétique dans le cadre de la Seconde Guerre mondiale, elle est évacuée au Kazakhstan, dans la ville de Shymkent. Comme professeure d'université, Melnykova commence à enseigner l'histoire de l'émigration forcée à l'Institut d'enseignement du sud du Kazakhstan (1941-1942).
Melnykova étudie à l'école doctorale de l'université d'État ukrainienne unie de Kzyl-Orda (Tuva). À Kiev, elle soutient sa thèse « La politique du gouvernement russe sur l'Ukraine en 1725-1740 » (superviseur A. Vvedensky) (1946), mais après cela, elle quitte les études ukrainiennes pour se consacrer à la bohème et aux études slaves occidentales.

### Recherche
De 1947 à 1959, Melnykova est chercheur principal à l'Institut d'études slaves de l'Académie des sciences de l'URSS (Moscou). Elle y donne notamment un cours sur l'histoire de l'Ukraine. C'est là qu'elle commence à étudier l'histoire politique de la Tchécoslovaquie et de la Transcarpatie, qui vient d'être annexée au profit de l'URSS,.
À partir de 1957, Melnykova travaille à Kiev, à l'Institut d'histoire de l'Académie des sciences de le RSS d'Ukraine,. Là, en 1961, elle soutient sa thèse de doctorat sur « La lutte des classes en Tchécoslovaquie pendant la période de stabilisation partielle temporaire du capitalisme (1924-1929) ». À ce jour, cet ouvrage reste le plus complet de l'histoire des partis politiques tchèques des années 1920, écrits en Ukraine.
En 1965-1988, Melnykova est à la tête du Département d'histoire socialiste des relations internationales et depuis 1988, chercheur en chef. En 1973, elle est élue membre correspondant de l'Académie des sciences de la RSS d'Ukraine et qui deviendra l'Académie des Sciences d'Ukraine en 1994.
Dans les années 1970, Melnykova est une spécialiste de premier plan de l'histoire des pays européens, l'une des rares dans l'histoire de la Tchécoslovaquie. Elle est la directrice adjointe de la Commission des historiens de l'URSS et de la Tchécoslovaquie (1970-1980). Elle a établi une coopération avec les institutions historiques pertinentes de l'Académie des sciences de Bulgarie, de Tchécoslovaquie et de Pologne. Après la restauration de l'indépendance ukrainienne, elle a formé un programme pour étudier l'histoire des relations internationales de l'Ukraine à l'époque moderne. En 2002, elle reçoit le titre honorifique de « Travailleur honoré de la science et de la technologie d'Ukraine ».

### Vie privée
Melnykova est l'épouse de l'historien ukrainien Andrii Likholat.

## Récompenses
- Ordre du Drapeau rouge du Travail (1967)
- Prize D. Manuilsky de l'Académie des Sciences d'URSS (1976)[3]
- Diplôme du Presidium du Rada Verkhovna d'URSS (1976)
- Ordre de l'Amitié des peuples (1978)
- Diplôme du Presidium du Rada Verkhovna d'URSS (1982)
- Ordre de la révolution d'Octobre (1986)
- Médaille du ministère de l'Éducation et des Sciences de l'Ukraine « Excellence en éducation de l'Ukraine » (1996)
- Ordre du Prince Iaroslav le Sage de 5e classe (2008)
- Ordre de Ľudovít Štúr de l'Académie des Sciences slovaque[2]
- Union d'amitié tchécoslovaque-soviétique, médaille d'or J. Purkin de l'université de Brno
- Médaille Ex. Neyedly de l'Académie des sciences slovaque[1]

## Principaux travaux
Iryna Melnykova a publié plus de 200 ouvrages scientifiques et ouvrages de vulgarisation. Certains de ses ouvrages ont également été publiés en République tchèque et en Slovaquie. Elle a participé à la préparation avec des historiens tchèques et slovaques de la collection d'ouvrages "Relations internationales ukrainiennes-tchécoslovaques".
- La politique étrangère de l'Ukraine dans les conditions de la mondialisation : Annot. histoire la chronique. - K., 2004 (en co-auteur).(titre original : Зовнішня політика України в умовах глобалізації: Анот. іст. хроніка. – К., 2004).
- L'Ukraine et l'Europe (1990-2000) : Annotation. histoire chronique, 2001 (en co-écriture). (titre original : Україна і Європа (1990–2000 рр.): Анот. іст. хроніка: В 2 ч. – К., 2001)
- Jours fériés internationaux ukrainiens-tchécoslovaques. - K., 1989 (en co-auteur). (titre original : Украинско-чехословацкие интернациональные святи. – К., 1989)
- Activités des sociétés d'amitié avec l'URSS dans les pays du Commonwealth socialiste. - K., 1987 (en co-auteur). (titre original : Деятельность обществ дружбы с СССР в странах социалистического содружества. – К., 1987)
- Renforcement de l'amitié fraternelle et de la coopération entre les pays de la communauté socialiste. - K., 1987 (en co-auteur). (titre original : Укрепление братской дружбы и сотрудничества стран социалистического содружества. – К., 1987)
- Coopération des organismes publics des pays socialistes. - K., 1983 (en co-auteur).(titre original : Сотрудничество общественных организаций стран социализма. – К., 1983)
- Né de l'internationalisme socialiste. Liens amicaux et coopération des régions et villes apparentées de la RSS d'Ukraine et des pays frères du socialisme. - K., 1980 (en co-auteur). (titre original : Породненные социалистическим интернационализмом. Дружественные связи и сотрудничество породненных областей и городов УССР и братских стран социализма. – К., 1980)
- Pour l'amitié avec le pays du Grand Octobre. Activités des sociétés d'amitié avec l'URSS dans les pays socialistes européens. – K. 1977 (en co-auteur). (titre original : За дружбу з країною Великого Жовтня. Діяльність товариств дружби з СРСР в європейських соціалістичних країнах. – К. 1977)
- Sur les routes de l'amitié et de la fraternité. Participation de la RSS d'Ukraine à la coopération de l'Union soviétique avec les pays socialistes européens (1966-1970). - K., 1974 (en co-auteur). (titre original : На магістралях дружби і братерства. Участь Української РСР у співробітництві Радянського Союзу з європейськими соціалістичними країнами (1966–1970 рр.). – К., 1974)
- 3 histoires de pays socialistes étrangers. - K., 1971 (en co-auteur). (titre original : 3 історії зарубіжних соціалістичних країн. – К., 1971)
- La puissance internationale des idées de Lénine. - K., 1970 (en co-auteur). (titre original : Інтернаціональна сила ленінських ідей. – К., 1970)
- Les internationalistes étrangers font partie des combattants pour le pouvoir soviétique en Ukraine. - K., 1967 (en co-auteur). (titre original : Зарубіжні інтернаціоналісти в рядах борців за владу Рад на Україні. – К., 1967)
- Le Grand Octobre et le mouvement ouvrier international et de libération nationale. - Lviv, 1967 (en co-auteur). (titre original : Великий Жовтень і міжнародний робітничий та національно-визвольний рух. – Львів, 1967)
- RSS d'Ukraine et pays socialistes étrangers. - K., 1965 (en co-auteur). (titre original : Украинская ССР и зарубежные социалистические страны. – К., 1965)
- Lutte des classes en Tchécoslovaquie en 1924-1929. - M., 1962. (titre original : Классовая борьба в Чехословакии в 1924–1929 гг. – М., 1962.)
- Histoire de la Tchécoslovaquie. - M., 1960 (en co-auteur). (titre original : История Чехословакии. – М., 1960)